# C'est quoi ce travail ?

C'est quoi ce travail ? est un documentaire français coréalisé par Luc Joulé et Sébastien Jousse, sorti en 2015.

## Synopsis

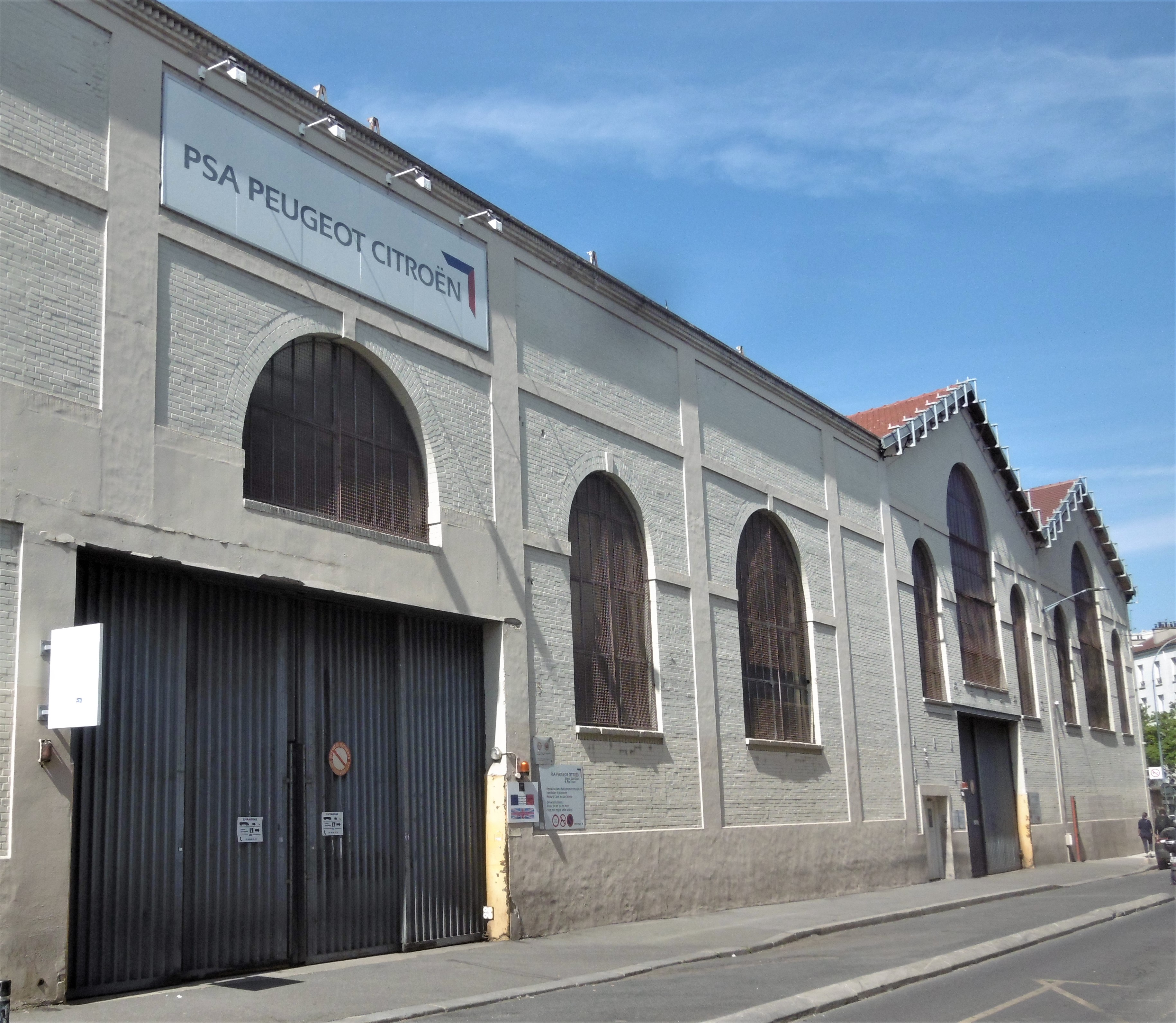
Façade de l'ancienne usine PSA de Saint-Ouen en 2021.

Le  documentaire met en relation l’activité d’ouvriers de l'usine PSA de Saint-Ouen et celle de l’artiste sonore Nicolas Frize.

## Accueil
Le film est présenté en section compétition française, au festival international de films documentaires du Cinéma du réel,,,

## Fiche technique
- Titre : C'est quoi ce travail?
- Réalisation : Luc Joulé et Sébastien Jousse
- Photographie : Sébastien Jousse
- Son : Arnaud  Devillers
- Musique original : Nicolas Frize
- Montage : Frank Littot
- Production : Shellac sud, Travail et Culture (Centre de recherche, d'innovation artistique et culturelle)
- Pays d'origine :  France
- Durée : 100 minutes
- Date de sortie : 
  -  France : 23 mars 2015